# Heart (EP)
♥ es el sexto EP lanzado por el productor de complextro Aleksander Vinter, y el tercero bajo el alias de Savant. El mismo fue lanzado el 13 de marzo de 2013 por la discográfica Section Z, El cual parece un corazón.

## Lista de canciones
| N.º   | Título              | Duración |  |
| 1.    | «Step up Your Game» | 7:34     |  |
| 2.    | «Wild Ganja»        | 4:45     |  |
| 3.    | «♥»                 | 8:08     |  |
| 4.    | «Siren» (con Ninür) | 3:40     |  |
| 5.    | «Heartbreakers»     | 6:39     |  |
| 30:44 |                     |          |  |